# Wappen der Stadt Aurich
Das Wappen der Stadt Aurich in Ostfriesland zeigt in Silber auf grünem Boden zwischen zwei bewurzelten grünen Laubbäumen einen mit einer goldenen Laubkrone gekrönten roten Schild mit dem goldenen gotischen Großbuchstaben A.
Die Farben der Stadt sind rot-gold. Das Dienstsiegel enthält das Wappen und die Umschrift „Stadt Aurich (Ostfriesland)“.

## Geschichte
Stadtwappen sind meistens aus Siegeln hervorgegangen. Am 16. März 1539 wurden Aurich die Stadtrechte durch Graf Enno II. mit der Berechtigung verliehen, ein solches Siegel zu führen.
1736 wurde ein neues und größeres, repräsentativeres Siegel eingeführt. Wahrscheinlich ist zu dieser Zeit auch das erste Wappen entstanden. Genaue Zeitangaben sind nicht bekannt. Schon zu dieser Zeit war das goldene A auf rotem Grund mit einer mittelalterlichen goldenen Königskrone verziert. Der Schild wurde von beiden Seiten mit Laubgebinde umgeben.
Auf einem grünen Rasen stehend, wurde er an beiden Seiten von je einem Baum in natürlichen Farben umrahmt. Stadtsiegel und Wappen orientieren sich an der schmuckfreudigen Rokokozeit (1675–1770). Nach „Meyers Brockhaus-Konversationslexikon“ erscheint das Wappen 1903 ohne Krone. Der Grund ist auch später in der kronenfeindlichen Tendenz zur Weimarer Republik zu suchen.
Nach dem Heraldiker Otto Hupp von der Bremer Kaffee-Handels-Aktiengesellschaft zeigt sich das Wappen 1937 in den bekannten Farben. Die Krone ist wieder da, mächtig und üppig gegenüber der ersten Grafenkrone der Cirksena. Die Girlanden oder Laubgebinde sind weggelassen. Die Krone schwebt jedoch über dem Schild.
1955 befindet sich die Krone wieder auf dem Wappen. Mit der aufgesetzten Krone kam man zu dem ältesten Siegel und der alten Tradition zurück. Es präsentiert würdig die ostfriesische Hauptstadt und Regierungshauptstadt. Nach der Hauptsatzung der Stadt Aurich vom 18. Oktober 1956 ist es seitdem das jetzige Wappen.
Das A im Aurich-Wappen steht auf einer kleinen Anhöhe. Sie symbolisiert den Upstalsboom, der sich westlich von Aurich in der Nähe von Rahe befindet. Ursprünglich handelte es sich um einen Grabhügel aus der Bronzezeit. Im Mittelalter wurde es der Versammlungsplatz der Abgeordneten der sieben friesischen Seelande zwischen Fly und Weser, die sich zum Landfriedensbund zusammengeschlossen hatten.
Das Wappen der Stadt im Wandel der Zeit

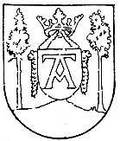
Das Auricher Wappen um 1736
Das Auricher Wappen um 1903
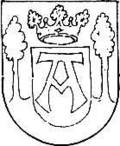
Das Auricher Wappen um 1937

Die Siegel der Stadt Aurich im Wandel der Zeit

Von links nach rechts: Siegel 1530, 1736, 1900, 1937, 1955